# جام جهانی والیبال مردان ۱۹۸۹
اف‌آی‌وی‌بی جام جهانی والیبال مردان ۱۹۸۹ ششمین دوره از جام جهانی مردان می‌باشد که از ۱۷ تا ۲۶ نوامبر ۱۹۸۹ در ژاپن برگزار گردید. ۸ تیم ملی مردان در سه شهر (توکیو، اوساکا و هیروشیما) بازی کردند و برای گرفتن حق بلیط خط سریع المپیک تابستانی ۱۹۹۲ در بارسلون با هم رقابت کردند. تنها تیم برنده راهی بازی‌های المپیک می‌شد. ژاپن از سال ۱۹۷۷ میزبان سنتی این رقابت است.

## نتایج
- تمام زمان‌ها براساس زمان استاندارد ژاپن (یوتی‌سی ۹:۰۰+) می‌باشد.

|  | واجد شرایط برای المپیک تابستانی ۱۹۹۲ |

|      |                     |          | مسابقات | مسابقات | ست‌ها | ست‌ها | ست‌ها  | امتیازها | امتیازها | امتیازها |
| رتبه | تیم                 | امتیازها | برد     | باخت    | برد  | باخت | نسبت  | برد      | باخت     | نسبت     |
| ---- | ------------------- | -------- | ------- | ------- | ---- | ---- | ----- | -------- | -------- | -------- |
| ۱    | کوبا                | ۱۴       | ۷       | ۰       | ۲۱   | ۳    | ۷٫۰۰۰ | ۳۴۳      | ۲٬۱۰۹    | ۰٫۱۶۳    |
| ۲    | ایتالیا             | ۱۳       | ۶       | ۱       | ۲۰   | ۵    | ۴٫۰۰۰ | ۳۵۳      | ۲۳۶      | ۱٫۴۹۶    |
| ۳    | اتحاد جماهیر شوروی  | ۱۲       | ۵       | ۲       | ۱۶   | ۱۱   | ۱٫۴۵۵ | ۳۳۱      | ۲۹۵      | ۱٫۱۲۲    |
| ۴    | ایالات متحده آمریکا | ۱۰       | ۳       | ۴       | ۱۳   | ۱۳   | ۱٫۰۰۰ | ۳۳۹      | ۳۰۷      | ۱٫۱۰۴    |
| ۵    | برزیل               | ۱۰       | ۳       | ۴       | ۱۳   | ۱۴   | ۰٫۹۲۹ | ۳۱۹      | ۳۱۹      | ۱٫۰۰۰    |
| ۶    | ژاپن                | ۹        | ۲       | ۵       | ۱۰   | ۱۶   | ۰٫۶۲۵ | ۳۰۶      | ۳۰۸      | ۰٫۹۹۴    |
| ۷    | کرهٔ جنوبی           | ۹        | ۲       | ۵       | ۷    | ۱۷   | ۰٫۴۱۲ | ۲۴۷      | ۳۳۴      | ۰٫۷۴۰    |
| ۸    | کامرون              | ۷        | ۰       | ۷       | ۰    | ۲۱   | ۰٫۰۰۰ | ۹۵       | ۳۱۵      | ۰٫۳۰۲    |

- آدینه ۱۷ نوامبر
  - میزبان: اوساکا

|                    |       |                     |                              |  |
| کوبا               | ۳ – ۰ | برزیل               | ۱۶–۱۴ ۱۵–۵ ۱۵–۹              |  |
| اتحاد جماهیر شوروی | ۳ – ۲ | ایالات متحده آمریکا | ۱۶–۱۴ ۵–۱۵ ۱۵–۱۱ ۴–۱۵ ۱۵–۱۳  |  |
| ایتالیا            | ۳ – ۰ | کامرون              | ۱۵–۲ ۱۵–۱ ۱۵–۴               |  |
| کرهٔ جنوبی          | ۳ – ۲ | ژاپن                | ۱۱–۱۵ ۷–۱۵ ۱۵–۱۲ ۱۶–۱۴ ۱۷–۱۵ |  |

- شنبه ۱۸ نوامبر
  - میزبان: اوساکا

|         |       |                     |                  |  |
| ایتالیا | ۳ – ۰ | اتحاد جماهیر شوروی  | ۱۵–۸ ۱۵–۱۲ ۱۵–۷  |  |
| کوبا    | ۳ – ۰ | ایالات متحده آمریکا | ۱۵–۸ ۱۵–۱۱ ۱۵–۱۲ |  |
| برزیل   | ۳ – ۰ | کرهٔ جنوبی           | ۱۵–۳ ۱۵–۵ ۱۵–۸   |  |
| ژاپن    | ۳ – ۰ | کامرون              | ۱۵–۴ ۱۵–۲ ۱۵–۱   |  |

- یک‌شنبه ۱۹ نوامبر
  - میزبان: اوساکا

|                     |       |           |                             |  |
| کوبا                | ۳ – ۲ | ایتالیا   | ۱۵–۱۳ ۱۳–۱۵ ۳–۱۵ ۱۵–۴ ۱۵–۱۳ |  |
| ایالات متحده آمریکا | ۳ – ۱ | کرهٔ جنوبی | ۱۵–۶ ۱۵–۱۲ ۱۳–۱۵ ۱۵–۴       |  |
| اتحاد جماهیر شوروی  | ۳ – ۰ | کامرون    | ۱۵–۶ ۱۵–۵ ۱۵–۲              |  |
| ژاپن                | ۳ – ۱ | برزیل     | ۱۵–۴ ۱۰–۱۵ ۱۵–۳ ۱۵–۱۲       |  |

- چهارشنبه ۲۲ نوامبر
  - میزبان: هیروشیما

|                     |       |                    |                       |  |
| ایتالیا             | ۳ – ۰ | کرهٔ جنوبی          | ۱۵–۱۱ ۱۵–۵ ۱۵–۷       |  |
| کوبا                | ۳ – ۱ | اتحاد جماهیر شوروی | ۱۵–۱۲ ۱۵–۸ ۱۰–۱۵ ۱۵–۴ |  |
| برزیل               | ۳ – ۰ | کامرون             | ۱۵–۶ ۱۵–۸ ۱۵–۷        |  |
| ایالات متحده آمریکا | ۳ – ۱ | ژاپن               | ۸–۱۵ ۱۵–۱۳ ۱۵–۷ ۱۵–۱۱ |  |

- پنج‌شنبه ۲۳ نوامبر
  - میزبان: هیروشیما

|                    |       |                     |                             |  |
| کوبا               | ۳ – ۰ | کامرون              | ۱۵–۹ ۱۵–۴ ۱۵–۴              |  |
| برزیل              | ۳ – ۲ | ایالات متحده آمریکا | ۱۵–۱۱ ۱۳–۱۵ ۱۵–۶ ۶–۱۵ ۱۵–۱۳ |  |
| اتحاد جماهیر شوروی | ۳ – ۱ | کرهٔ جنوبی           | ۱۶–۱۴ ۹–۱۵ ۱۵–۱ ۱۵–۱۰       |  |
| ایتالیا            | ۳ – ۰ | ژاپن                | ۱۵–۱۱ ۱۵–۹ ۱۵–۸             |  |

- شنبه ۲۵ نوامبر
  - میزبان: توکیو

|                     |       |           |                              |  |
| ایتالیا             | ۳ – ۲ | برزیل     | ۱۵–۸ ۱۵–۱۲ ۱۱–۱۵ ۱۰–۱۵ ۱۷–۱۶ |  |
| ایالات متحده آمریکا | ۳ – ۰ | کامرون    | ۱۵–۴ ۱۵–۳ ۱۵–۸               |  |
| کوبا                | ۳ – ۰ | کرهٔ جنوبی | ۱۵–۱۰ ۱۵–۱ ۱۵–۹              |  |
| اتحاد جماهیر شوروی  | ۳ – ۱ | ژاپن      | ۱۵–۶ ۱۲–۱۵ ۱۵–۱۰ ۱۵–۶        |  |

- یک‌شنبه ۲۶ نوامبر
  - میزبان: توکیو

|                    |       |                     |                      |  |
| کرهٔ جنوبی          | ۳ – ۰ | کامرون              | ۱۵–۲ ۱۵–۵ ۱۵–۸       |  |
| ایتالیا            | ۳ – ۰ | ایالات متحده آمریکا | ۱۵–۷ ۱۵–۱۱ ۱۵–۶      |  |
| اتحاد جماهیر شوروی | ۳ – ۱ | برزیل               | ۸–۱۵ ۱۵–۹ ۱۵–۱۰ ۱۵–۳ |  |
| کوبا               | ۳ – ۰ | ژاپن                | ۱۵–۷ ۱۶–۱۴ ۱۵–۳      |  |

## رده‌بندی نهایی
| رتبه | تیم                 |
| ---- | ------------------- |
| 1    | کوبا                |
| 2    | ایتالیا             |
| 3    | اتحاد جماهیر شوروی  |
| ۴    | ایالات متحده آمریکا |
| ۵    | برزیل               |
| ۶    | ژاپن                |
| ۷    | کرهٔ جنوبی           |
| ۸    | کامرون              |

| قهرمان جام جهانی ۱۹۸۹ |
| --------------------- |
| · کوبا · نخستین عنوان |

|  |
|  |
|  |
|  |

## جوایز
| - باارزش‌ترین بازیکن کارچ کیرالی - بهترین اسپک زننده آندره آ گاردینی - بهترین دفاع کننده میانی جیووانی گاویو | - بهترین پاسور ماسایوشی مانابه - بهترین لیبرو باب ستورتلیک - بهترین دریافت کننده تروی تانر - بهترین سرویس زننده لوئیس بلتران |